# Сучков, Борис Захарович
Борис Захарович Сучков (6 июня 1904, дер. Нахлестово, Орловская губерния — 24 июня 1965, Минск) — советский военный деятель; полковник (1942 год).

## Биография
Борис Захарович Сучков родился 6 июня 1904 года в деревне Нахлестово ныне Свердловского района Орловской области.

### Довоенное время
В октябре 1926 года был призван в ряды РККА и направлен в 52-й стрелковый полк (18-я стрелковая дивизия, Московский военный округ), дислоцированный в Ярославле, где после окончания полковой школы служил на должностях командира отделения, помощника командира взвода сверхсрочной службы и старшины.
В сентябре 1930 года был направлен на ускоренный курс в военную школу имени И. В. Сталина, дислоцированную в Горьком, после окончания которого в сентябре 1931 года вернулся в свой полк, где был назначен на должность командира взвода; с ноября того же года — командир взвода отдельной караульной роты, в январе 1933 года вернулся в 52-й стрелковый полк, после чего служил на должностях помощника командира и командира стрелковой роты и командира учебной роты. В августе 1936 года был награждён орденом «Знак Почёта».
С сентября 1937 года был направлен на учёбу в Военную академию имени М. В. Фрунзе, после досрочного окончания которой в ноябре 1939 года был назначен на должность начальника штаба 184-го стрелкового полка (56-я стрелковая дивизия, Белорусский военный округ), дислоцированного в городе Лида, после чего принимал участие в боевых действиях в ходе советско-финской войны.
В августе 1940 года был назначен на должность командира роты и батальона курсантов стрелково-пулемётного училища Среднеазиатского военного округа.

### Великая Отечественная война
С началом войны находился на прежней должности.
В октябре 1941 года Сучков был назначен на должность начальника штаба 40-й стрелковой бригады, принимавшей участие в ходе Вяземской оборонительной операции. С февраля 1942 года исполнял должность начальника штаба 331-й стрелковой дивизии. В декабре того же года был направлен на ускоренный курс в Высшую военную академию имени К. Е. Ворошилова, после окончании которого с мая 1943 года находился на штабных должностях в Генштабе РККА. С сентября того же года исполнял должность начальника штаба 58-го стрелкового корпуса (Среднеазиатский военный округ) и в сентябре 1944 года был утвержден в этой должности, однако с октября того же временно исполнял должность командира 106-го стрелкового корпуса, который принимал участие в ходе Сандомирско-Силезской и Нижнесилезской наступательных операций, а также в освобождении городов Краков, Освенцим и др. После выздоровления командира корпуса Сучков в феврале 1945 года вернулся на должность начальника штаба корпуса, который вскоре принимал участие в ходе Верхнесилезской, Моравско-Остравской и Пражской наступательных операций, а также при освобождении городов Троппау, Штернберк и др.

### Послевоенная карьера
После расформирования корпуса полковник Сучков находился в распоряжении Военного совета Северной группы войск и в октябре 1945 года был назначен на должность начальника штаба 186-й стрелковой дивизии.
В июле 1946 года откомандирован в распоряжение командующего ВДВ и в августе того же года был назначен на должность начальника штаба 98-й гвардейской воздушно-десантной дивизии, однако вскоре был отстранён от этой должности. С мая 1948 года состоял в распоряжении начальника отдела кадров главнокомандующего войск Дальнего Востока и в июне был назначен на должность заместителя командира 305-го стрелкового полка (121-я стрелковая дивизия, Дальневосточный военный округ), в ноябре 1950 года — на должность старшего офицера отдела боевой подготовки штаба 14-й армии, в июле 1951 года — на аналогичную должность в 28-й армии, а в августе 1955 года — на должность старшего преподавателя военной кафедры Белорусского политехнического института.
Полковник Борис Захарович Сучков в октябре 1956 года вышел в запас. Умер 24 июня 1965 года в Минске.

## Награды
- Орден Ленина;
- Три ордена Красного Знамени;
- Три ордена Красной Звезды;
- Орден «Знак Почёта»;
- Медали.